# فريدرش الثالث ناخب ساكسونيا

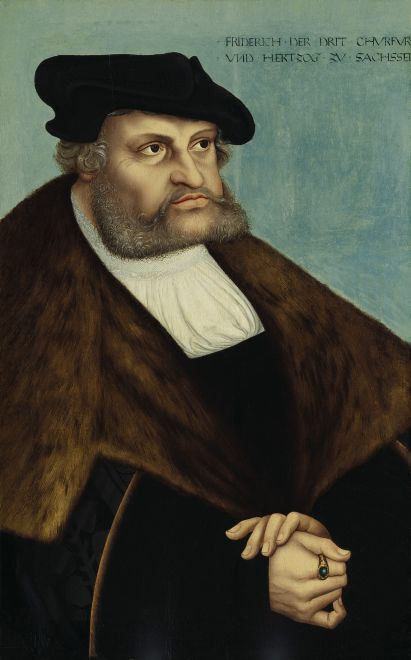
فريدرش الحكيم بريشة لوكاس كراناخ الأكبر 1532

فريدرش الثالث ناخب ساكسونيا (بالألمانية: Friedrich der Weise)، يلقب بالحكيم (تورغاو، 17 يناير 1463 - لوخاو، 5 مايو 1525) الأمير الناخب لساكسونيا (من آل فتن) من عام 1486 وحتى وفاته. وفريدرش هو ابن إرنست ناخب ساكسونيا من زوجته إليزابيت ابنة ألبرشت الثالث دوق بافاريا.